# جائزة محمد بن راشد للغة العربية
جائزة محمد بن راشد للغة العربية هي جائزة أطلقها الشيخ محمد بن راشد آل مكتوم لدعم اللغة العربية والنهوض بها

### جائزة عالمية
تعد جائزة محمد بن راشد للغة العربية جائزة عالمية تهدف إلى نشر اللغة العربية وتعزيز مكانتها ودورها على المستوى العالمي فقد وصل عدد الدول المشاركة فيها في دورتها الثامنة لعام 2024 إلى 65 دولة حول العالم؛ حيث بلغت نسبة المتقدمين: 75% من إفريقيا، و23% من آسيا، و1% من أوروبا، والباقي من الأمريكتين وأوقيانوسيا، وقد ضمت الجائزة مشاركين من 9 بلدان جديدة، وهي: المكسيك، والنرويج، وبولندا، وتايلاند، وهولندا، وجمهورية التشيك، وجيبوتي، وكوريا الجنوبية، وموريشيوس،وهذا مايؤكد أهمية الجائزة ونجاحها في الوصول إلى جمهور أوسع على مستوى العالم 

## الأهداف
تهدف الجائزة إلى: 
- تكريس مكانة الإمارات وموقعها كمركز للامتياز بمستوى اللّغة العربيّة.
- الارتقاء باللّغة العربيّة وتشجيع المبادرات التي تسهم في تطويرها تعلّمًا وتعليمًا وتخطيطًا وفكرًا واستخدامًا.
- إبراز المبادرات النّاجحة وتكريمها في فئات الجائزة المختلفة لتمكين العاملين في ميدان اللّغة العربيّة من الاستفادة منها.
- نشر الوعي بأهميّة المبادرات الشّخصيّة والمؤسّسية السّاعية إلى تطوير اللّغة العربيّة.
- تشجيع الشّباب وتحفيزهم للإبداع في تطوير استخدامات اللّغة العربيّة المختلفة.
- التوسّع في تعريب الأعمال من ميادين المعرفة المختلفة للاستفادة من تجارب الثّقافات العالميّة.
- استنهاض الوعي بكون اللغة العربية لغة المستقبل، والعمل على بلورة هذا الدور.

## المحاور
تبلغ قيمة الجائزة المالية 70 ألف دولار لكل فئة وتشتمل على خمسة محاور هي:
1. محور التعليم؛ ويضم 3 فئات هي: فئة أفضل مبادرة لتعليم اللّغة العربيّة وتعلمها في التّعليم المبكر، وفئة أفضل مبادرة للتعليم باللغة العربية في التعليم المدرسي (من الصف الأول إلى الصف الثاني عشر)، وفئة أفضل مبادرة لتعليم اللغة العربية للناطقين بغيرها.
2. محور التكنولوجيا (التقانة)؛ ويضم فئتين هما: فئة أفضل مبادرة في استعمال شبكات التواصل الاجتماعي أو تطبيق تقني ذكي لتعلم اللغة العربية ونشرها، وفئة أفضل مبادرة لتطوير المحتوى الرّقميّ العربيّ ونشره أو معالجات اللّغة العربيّة.
3. محور الإعلام والتواصل؛ ويضم فئتين هما: فئة أفضل عمل باللغة العربية في وسائل الإعلام الإلكتروني وقنوات التواصل الاجتماعي، وفئة أفضل مبادرة لخدمة اللغة العربية في وسائل الإعلام.
4. محور السياسة اللغوية والتخطيط والتعريب؛ ويضم فئتين هما: فئة أفضل مبادرة في السياسة اللغوية والتخطيط، وفئة أفضل مشروع تعريب أو ترجمة.
5. الثقافة والفكر ومجتمع المعرفة؛ وتضم فئتين هما: فئة أفضل عمل فني أو ثقافي أو فكري لخدمة اللغة العربية، وفئة أفضل مبادرة لتعزيز ثقافة القراءة وصنع مجتمع المعرفة.[5]

## أعضاء مجلس أمناء الجائزة
يتألف مجلس أمناء الجائزة من:
- محمد المر رئيس مجلس إدارة مؤسسة مكتبة محمد بن راشد، رئيس مجلس أمناء جائزة محمد بن راشد للغة العربية
- بلال البدور الأمين العام لجائزة محمد بن راشد للغة العربية
- عبدالقادر الفاسي الفهري رئيس جمعية اللسانيات بالمغرب
- مأمون عبدالحليم وجيه عضو مجمعي اللغة العربية بالقاهرة والشارقة المدير العلمي للمعجم التاريخي
- هنادا طه أستاذ كرسي اللغة العربية - جامعة زايد عضواً
- علي بن موسى الأمين العام للمجلس الدولي للغة العربية عضواً
- عبيد المهيري رئيس اللجنة الأكاديمية وعضو مجلس أمناء جامعة الشارقة عضواً

## الفائزون في الدورات السابقة

### 2014
- مكتب التربية العربي لدول الخليج عن فئة أفضل مبادرة أو مشروع تعريب ضمن محور السياسة اللغوية والتخطيط والتعريب.
- جامعة الإمارات العربية المتحدة عن فئة أفضل مبادرة في تعليم اللغة العربية في مؤسسات التعليم العالي ضمن محور التعليم.[7]
- عبد الله مصطفى دنان.
- علي عبد القادر الحمادي.
- أيوب يوسف.
- جوجل.
- مركز الشيخ زايد لتعليم اللغة العربية للناطقين بغيرها.
- قناة ناشيونال جيوغرافيك العربية ومجلتها.

### 2015
- دار الفرح.
- المركز الوطني للقياس والتقويم.
- مركز الشيخ محمد بن خالد آل نهيان الثقافي.
- مركز بيت اللغة
- طه زروقي
- نصرالدين إدريس جوهر
- إذاعة الشارقة
- مركز الملك عبدالله بن عبدالعزيز الدولي لخدمة اللغة العربية
- مدينة الملك عبدالعزيز للعلوم والتقنية[8]

### 2016
- ريما الكردي.
- علي النعيمي.
- حسن الشمراني.
- جامعة القدس المفتوحة.
- المنظمة العربية للتربية والثقافة والعلوم (الألكسو).
- مؤسسة فارس بوخمسين.
- شركة أبوظبي للإعلام.
- مطر بن لاحج الفلاسي.
- المحامي عباس عباس.[9]

### 2017
- دار المقاصد.
- أكاديمية الملكة رانيا لتدريب المعلمين.
- مكتب التربية العربي لدول الخليج.
- نبتكر.
- شركة بداية للإعلام.
- مجمع اللغة العربية الأردني.
- المنظمة العربية للتربية والثقافة والعلوم.
- المنظمة العالمية لخريجي الأزهر.
- ثقافة بلا حدود.[10]

### 2018[11]
- مبادرة لغتي - تعلم العربية بوسائل ذكية - محور التعليم
- وزارة التربية والتعليم الإماراتية - محور التعليم
- عادل بوراوي - محور التعليم
- جامعة بيرزيت - التقانة (التكنولوجيا)
- موسوعة ويكيبيديا العربية - التقانة (التكنولوجيا)
- خالد سالم النعيمي (خير جليس) - الإعلام والتواصل
- Mahmoud M. A. Abdel-Aty - السياسة اللغوية والتخطيط والتعريب
- إيمان بشناق - السياسة اللغوية والتخطيط والتعريب
- إيمان حيلوز - الثقافة والفكر ومجتمع المعرفة
- محمد غنمات - الثقافة والفكر ومجتمع المعرفة

### 2019
- جامعة بيرزيت من فلسطين، محور التقانة أو التكنولوجيا، لتطويرها محرك بحث معجميا.
- فريق عمل ويكيبيديا العربية.الموسوعة الحرة، محور التقانة أو التكنولوجيا، فئة أفضل مبادرة لتطوير المحتوى الرّقميّ العربيّ
- وزارة التربية والتعليم بالإمارات محور التعليم فئة أفضل مبادرة لتعليم اللّغة العربيّة وتعلّمها في التّعليم المبكّر، عن مبادرة لغتي والثانية كانت عن فئة أفضل مبادرة للتعليم باللغة العربية في التعليم المدرسي
- شبكة القراءة بالمغرب صنف أفضل مبادرة لتعزيز ثقافة القراءة وصنع مجتمع المعرفة بالوطن العربي.[12]

### 2020
- تقنية الحبر الإلكتروني
- مبادرة التعريب وتوحيد المصطلحات
- سلسلة أحب اللغة العربية (منهج تعليمي)
- قانون حماية اللغة العربية رقم ٣٥ لعام 2015م.[13]

### 2022
- "مؤسّسة الفكر العربيّ" من لبنان عن مبادرتها "مشروع الإسهام في تطوير طرق تعلّم اللغة العربيّة وتعليمها «عربي21».
- مؤسسة كم كلمة من لبنان عن مبادرتها «كم كلمة».
- الجامعة السعودية الإلكترونية من المملكة العربية السعودية عن برنامج «برنامج العربية على الإنترنت».
- «قناة كرزة للأطفال من الولايات المتحدة الأمريكية».
- "شركة أبوظبي للإعلام" – الإمارات عن مبادرتها «برنامج بالعربي».
- السيد محمود صلاح عبد العزيز السيد سليمان من جمهورية مصر العربية عن مبادرته بعنوان «العربية السهلة».
- مبادرة منهج كلمن لتعليم اللغة العربية للناطقين بغيرها، المقدمة من مؤسسة كلمن للخدمات التعليمية من جمهورية مصر العربية.
- مبادرة الأسبوع الوطني للغة العربية في تشاد الذي ينظمه ويشرف عليه الاتحاد العام لمؤسسات دعم اللغة العربية في تشاد.
- المركز العربي للتعريب والترجمة والتأليف والنشر في سوريا عن مبادرته المساهمة في عملية تعريب التعليم العالي في الوطن العربي ونقل المستجدات في حقول العلوم الحديثة المختلفة.
- مبادرة «برنامج الأسرة القارئة» التي أطلقتها مؤسسة صدى الشباب العمانية.[14]

### 2023
- مبادرة "كتاب واحد علينا ويوم دراسي عليكم" وصاحبة المبادرة هي مؤسسة أجيال من دولة الإمارات.
- "مؤسسة تكنولوجي" من لبنان عن مبادرتها التحول الرقمي لتعليم الأطفال المتسربين من المدارس ومحو الأمية.
- "معهد تعليم اللغة العربية" بجامعة الأميرة نورة بالمملكة العربية السعودية، عن برنامج تعليم العربية لغة ثانية باستخدام «ميتا فيرست».
- " مؤسسة دبي للإعلام " الإمارات عن برنامجها «المفتش فصيح».
- "الشركة الهندسية لتطوير النظم الرقمية "من جمهورية مصر العربية عن مبادرتها «ناطق».
- "مبادرة قاموس مصطلحات المستقبل "المقدمة من مؤسسة دبي للمستقبل بدولة الإمارات.
- "هيئة تنظيم الاتصالات والحكومة الرقمية" -الإمارات، عن مبادرتها في تنفيذ مشروع هيئة تنظيم الاتصالات والحكومة الرقمية لدعم المحتوى الرقمي العربي.
- مبادرة " المعجم المفسِّر للطب والعلوم الصحية" الذي نفذه المركز العربي لتأليف وترجمة العلوم الصحية بدولة الكويت.
- مؤسسة بداية للإعلام - الإمارات عن برنامجها "مغامرات منصور. “
- السيد عماد أحمد العطار من المغرب عن مبادرته نادي القراء بالمغرب.[14]

### 2024
- مبادرة المنهج العالمي لتعليم اللغة العربية للأطفال في مرحلة التعليم المبكر
- مبادرة مشروع أكاديميات الدار لتعزيز اللغة العربية بفروعها اللغوية جميعها من خلال نهج القرائية المتوازنة
- مبادرة شهادة سمة
- مبادرة فسيلة
- مبادرة قناة أسرتنا التعليمية
- برنامج غيض من فيض
- مبادرة قانون اللغة العربية الاسترشادي
- مبادرة ترجمة كتاب" المعالجة البيولوجية لمياه الصرف الصحي" إلى اللغة العربية
- مبادرة أوبرا عنتر وعبلة
- مبادرة الباحثون عن المعرفة لا توقفهم الأزمات
- التكريم الخاص بيتر جيريل هالمان " شخصية العام الثقافية في مجال اللغة العربية"[15]

## وصلات خارجية
- الموقع الرسمي